# Landelijk Team Forensische Opsporing
Het Landelijk Team Forensische Opsporing (LTFO) in Nederland is een multidisciplinair samenwerkingsverband van het Korps Landelijke Politie Diensten (KLPD), het Ministerie van Defensie en het Nederlands Forensisch Instituut (NFI) voor de bundeling van expertise op het gebied van forensische opsporing en slachtofferidentificatie. Het Rampen Identificatie Team diende als voorbeeld voor de inrichting van de organisatie en is thans een onderdeel van het LTFO. Tot de taken behoren het onderzoek naar de aard en oorzaak van een incident en de identificatie van slachtoffers na een ramp op een calamiteiten-plaats delict. De organisatie is opgericht op 15 november 2007 voor een efficiëntere respons op terroristische en criminele aanslagen en andere rampen.
De kiem voor het LTFO werd gelegd in het Programma Versterking Opsporing en Vervolging van het Openbaar Ministerie uit 2005, opgesteld naar aanleiding van de afhandeling van de Schiedammer parkmoord, waar een behoefte aan specialisten in grootschalig en bijzonder optreden werd gesignaleerd: "De doelstelling van het LTFO is het organiseren van zeer deskundige capaciteit bij noodzakelijk grootschalig forensisch onderzoek als gevolg van rampen en terroristische delicten."

## Werkwijze
De diverse specialisten, afkomstig van regionale korpsen, de Koninklijke Marechaussee en het NFI, trainen samen in het werken op een omvangrijke en complexe plaats delict. Zij bouwen zo aan kennis en ervaring om adequaat op te treden bij grote branden en bomaanslagen en om sporenonderzoek te doen bij chemische, biologische en nucleaire calamiteiten. Het team integreert ook deskundigheid op het gebied van digitale gevaren zoals computercriminaliteit.
De circa 160 leden van het team zijn inzetbaar in binnen- en buitenland. Bij een binnenlandse gebeurtenis is het team binnen vijf uur na het eerste alarm ter plaatse volledig operationeel.
Voor het identificeren wordt ‘antemortem’ (‘voor de dood’) materiaal verzameld, in het bijzonder vingerafdrukken, gebitsgegevens van tandartsen en voorwerpen met DNA van het slachtoffer erop. Een bezoek aan het huis van een slachtoffer om antemortem materiaal te verzamelen is daarvoor in de meeste gevallen essentieel. Antemortem informatie wordt vergeleken met ‘postmortem’ materiaal verzameld van de lichamen van de slachtoffers. Als vingerafdrukken, tandartsgegevens en/of DNA met elkaar overeenkomen, kan aan het lichaam van een slachtoffer een naam worden gegeven; na identificatie kon het geïdentificeerde slachtoffer worden begraven door de familie.

## Zaken
Sommige zaken waarin het Landelijk Team Forensische Opsporing een rol speelde, hadden veel publicitaire en maatschappelijke invloed. Het LTFO werd ingezet na de crash van het Turkish Airlines-toestel in 2009 bij Schiphol, de vliegtuigongelukken in Tripoli in 2010 en in Oost-Oekraïne in 2014, en de branden bij Chemie-Pack in 2011 en Shell Moerdijk in 2014. Tussen 2005 en 2008 werden op verzoek van de VN de politieke bomaanslagen in Beirut (Libanon) forensisch onderzocht. De gepleegde bomaanslag op de voormalige minister president Rafik Hariri in 2005 was de aanleiding. Eerder werkten voorlopers van het LTFO mee aan de afwikkeling van het vliegtuigongeluk op Tenerife, de vuurwerkramp in Enschede en bij de identificatie van de Tsunami slachtoffers in Thailand en Sri Lanka.

## Link
- LTFO.nl: website